# Сулимівка (Бориспільська громада)
Сулимі́вка — село в Україні, у Бориспільському районі Київської області. Входить до складу Бориспільської міської громади. Населення села становить близько 240 осіб.
Розташоване в 15-и км на північний захід від Баришівки.

## З історії села
Засноване на початку XVII століття кошовим запорізьких козаків Іваном Михайловичем Сулимою, який у 1622—29 роках збудував тридільну Покровську церкву, що довго була усипальницею для відомого роду Сулим, а нині лишається головною пам'яткою села.
До 1781 року було у складі Баришівської сотні Переяславського полку. На той час у селі було 23 хати.
Зі скасуванням козацького полкового устрою, село перейшло до складу Остерського повіту Київського намісництва. За описом 1787 року у Сулимівці проживало 119 осіб, село у володінні генерал-майора Якима Сулими
Від початку XIX ст. Сулимівка вже у складі Переяславського повіту Полтавської губернії.
Є на мапі 1812 року
Станом на 1859 рік у Сулимівці було 56 дворів і 411 житель.
1910 року - село Баришівської волості Переяславського повіту Полтавської губернії, 159 господарств, 876 мешканців.

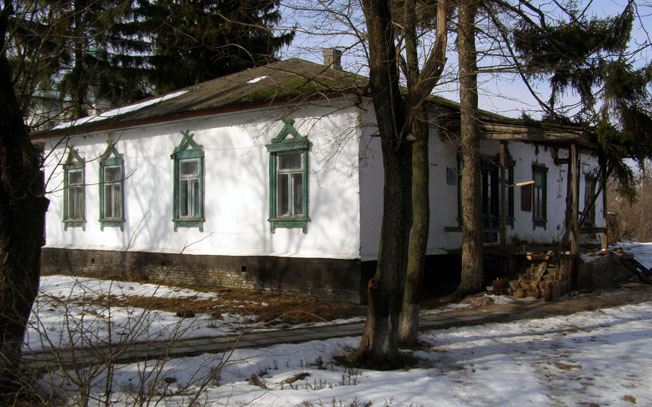
Садибний будинок Сулим

З початком колективізації в селі створено перший колгосп ім. Леніна. Тут діяли цегельний завод, лозоплетільна артіль. На той час в Сулимівці мешкало 914 жителів і налічувалось 358 дворів.
Восени і взимку 1932 року з Сулимівки виконавцями політики Голодомору були вивезені всі зернові і продовольчі запаси. Як результат, від спланованого голоду померло 12 чоловік.
У роки німецько-радянської війни село після 21 року комуністичної, два роки перебувало в німецькій окупації (з вересня 1941 до вересня 1943). На фронтах полягло понад 100 жителів села.
16 вересня 1974 року рішенням виконавчого комітету Київської обласної ради депутатів трудящих № 450 Про зміни меж Баришівського і Бориспільського районів Сулимівська сільрада у складі сіл Сулимівка і Мала Стариця Баришівського району передана до складу Бориспільського району.

## Населення

### Мова
Розподіл населення за рідною мовою за даними перепису 2001 року:
| Мова            | Кількість | Відсоток |
| --------------- | --------- | -------- |
| українська      | 229       | 95.02%   |
| російська       | 11        | 4.16%    |
| білоруська      | 1         | 0.41%    |
| інші/не вказали | 1         | 0.41%    |
| Усього          | 241       | 100%     |

## Постаті
- Коваленко Олександр Миколайович (* 1944) — доктор медичних наук, професор.
- Іван Сулима (? — 1635) — гетьман нереєстрових запорозьких козаків.

## У літературі
- Вірш Ліни Костенко "В маєтку гетьмана Івана Сулими..."